# Eesti Reformierakond
Eesti Reformierakond (dansk: Estisk Reformparti) er et liberalistisk politisk parti i Estland. Siden valget til Rigsforsamlingen i 2007 har partiet med 27,8 af stemmerne og 31 pladser været landets største. Siden 2005 har partiets formand, Andrus Ansip, været landets statsminister.
Partiet blev grundlagt i 1994 af Siim Kallas og har deltaget i de fleste regeringer siden da. Det har dermed haft stor indflydelse på landets politik og har bl.a. fået indført flad indkomstskat inspireret af Friedrich von Hayeks og Milton Friedmans økonomiske tænkning. 
Eesti Reformierakond går ind for et generelt lavt skatteniveau og ønsker at afskaffe selskabsskat og skat på aktieudbytte. Det har tidligere også været imod at hæve momsen, men accepterede grundet finanskrisen i foråret 2009 at momssatsen blev hævet fra 18 til 20 procent med virkning fra 1. juli samme år. På forsvarsområdet ønsker partiet at afskaffe værnepligten.